# Capillarite
Per capillarite si intende una patologia dove i capillari, di solito delle gambe o dei polmoni, sono infiammati.
Nei polmoni è nota come capillarite polmonare, o nella pelle come dermatosi purpurica pigmentata.
Sulle gambe inizia come piccoli puntini marrone e può causare dolore. Una leggera capillarite schiarisce entro 3-4 mesi.